# Iksan
Iksan (익산시) ist eine Stadt in der Provinz Jeollabuk-do in Südkorea. Die Stadt hat 292.916 Einwohner (Stand: 2019).

## Geschichte
Im 7. Jahrhundert  war Iksan neben Sabi, dem heutigen Buyeo-eup, die zweite Hauptstadt des Königreiches Baekje. Bis 1995 hieß die Stadt Iri, dann wurde sie mit dem Landkreis Iksan zur Stadt Iksan zusammengelegt.
Am 11. November 1977 explodierte im Bahnhof Iri ein Güterwagen, der 40 t Dynamit geladen hatte. 59 Menschen starben, 185 wurden schwer, 1300 insgesamt verletzt. Die meisten Gebäude innerhalb eines Radius von 500 m um den Detonationspunkt wurden schwer beschädigt. Insgesamt wurden etwa 9500 Gebäude in Mitleidenschaft gezogen. 10.000 Menschen wurden obdachlos. Der Schaden durch den Verlust von Wohnraum betrug alleine 23 Milliarden Won. Um die Obdachlosen unterzubringen, wurden die ersten Apartmentgebäude der Stadt gebaut.

## Kultur
Im Spätherbst findet jährlich das Zehn-Millionen-Chrysanthemen-Festival statt. 2002 wurde das Juwelen-Museum eröffnet.

## Bildung
In Iksan befindet sich die Wonkwang University.

## Partnerstädte
- Culver City, Vereinigte Staaten
- Odense, Dänemark
- Zhenjiang, China